# Svenska Basketbollförbundet
Svenska Basketbollförbundet (SBBF) bildades den 25 oktober 1952. Kansliet ligger i Idrottens hus i Stockholm.
Man har delat upp basketsverige i tio basketbollsdistriktsförbund (BDF) där varje distrikt har som uppgift och ansvar att utveckla verksamheten. Man har 12 landslag och man ansvarar även för den regionala verksamheten för 14-15-åringar. SBBF har 340 medlemsföreningar och ungefär 35 000 utövare och 100 000 medlemmar i föreningarna. Visionen för Svensk Basket är ”Sveriges mest tillgängliga nationalsport” och värdegrunden är präglad på ”Tillsammans för Svensk Baskets bästa”.

## Historia
1948 startade Svenska Basketbollförbundet som en sektion i Svenska Handbollförbundet. Fyra år senare blev de ett eget förbund och förbundets första ordförande hette Lars-Åke Nilsson. Sveriges först deltagande i EM-sammanhang var 1953 där de kom på sjuttonde plats av 17 lag. De första SM-serierna startade 1954 för herrar respektive 1957 för damer, KFUM Söder tog hem guldet för herrarna och BK Rilton på damsidan. Vid Olympiska spelen i Moskva år 1980 var Sveriges herrlandslag med för första gången och slutade på en tionde plats i turneringen. 1992 startade man en liga i Sverige, Basketligan, som bestod av 13 lag. Sverige deltog i två Europamästerskap i rad (1993 och 1995) vilka anordnades i Tyskland respektive Grekland. Sverige arrangerade EM-slutspelet för herrar 2003 där Litauen slutade som Europamästare. År 1998 draftades den första svenska spelaren, Tanja Kostic till den största basketligan i världen för damer, WNBA. På herrsidan var det dags 2009, Jonas Jerebko från Kinna blev draftad till Detroit Pistons. 
Sveriges damlandslag spelade EM2013 i Frankrike och hamnade på sjunde plats, den bästa placeringen sedan 1987.

## Ungdomsverksamhet
I Svensk Basket har man en bred ungdomsverksamhet med 12 landslag och det finns även regionala verksamheter som Svensk Basket har ansvar för. Landslagen är i olika åldrar, de börjar från de yngsta U15-killarna/tjejerna sen kommer fler ungdomslandslag till exempel U16, U17, U18 och även U20 och därefter kommer seniorlandslagen vilket är herr respektive damlandslaget. De regionala verksamheterna innebär att innan man är 15 år ska man få testa på ‘’läger’’ som landslagscoacher håller i, från de lägren går man vidare till 4 andra läger, innan den slutliga turneringen (Miki Herkel Cup) mellan de olika regionerna i Sverige (Södra, Mellersta, Östra och Norra) där de 60 bästa i Sverige tränar och spelar mot varandra för att få en plats i U15-landslaget.

## Utmärkelser
Svenska Basketbollförbundet har fått olika utmärkelser, till exempel Årets Specialidrottsförbund från Sport & Affärer och Årets Idrottsförbund från Centralföreningen för Idrottens främjande. Från Sport & Affärer var motiveringen "Basket var tidigt en idrott där invandrare spelade en mycket viktig roll och tjänade som föredömen. Förbundet har målmedvetet arbetat för ökad integration och jämställdhet. 2012 lyckades dessutom både herr- och damlandslaget kvala in till EM-slutspel."

## Ordförande
1. 1952–1969: Lars-Åke Nilsson
2. 1969–1975: Leif Forsberg
3. 1975–1979: Anders Wijkman
4. 1979–1986: Bengt Wallin
5. 1986–1990: Arne Jansson
6. 1990–1991: Kaj Sandell
7. 1991–1992: Eleonor Rehn-Jacobsson
8. 1992–1996: Kenny Lövingson
9. 1996–1999: Kari Marklund
10. 1999–2001: Kaj Krantz
11. 2001–2004: Niklas Nordström
12. 2004–2008: Jan Jacobsen
13. 2008–2009: Anna Westin
14. 2009–2016: Hans Von Uthmann
15. 2016–2020: Mats Carlson
16. 2020–: Susanne Jidesten

### Fotnoter
1. ↑  ”Förbundets historia”. Svenska Basketbollförbundet. http://iof1.idrottonline.se/SvenskaBasketbollforbundet/Forbundet/Historia/Forbundetshistoria/. Läst 19 mars 2014.